# 巴泰勒米·钦尼耶泽
巴泰勒米·欽尼耶澤（法語：Barthélémy Chinenyeze，1998年2月28日—），法國男子排球運動員，他代表法國國家隊參加2020年夏季奧林匹克運動會男子排球比賽，並獲得金牌。目前效力的俱樂部為意大利的盧貝排球。

## 早期生涯
欽尼耶澤的父親為伊博尼日利亞人。他在法國北部長大，小時候喜歡踢足球。後來開始打排球，並在蒙彼利埃的國家排球中心 (CNVB) 學習。

## 職業生涯
欽尼耶澤於2017年入選法國國家男子排球隊，並代表國家隊於2017年世界排球聯賽取得金牌。

## 榮譽

### 個人
- 2021： 奧林匹克運動會 – 最佳中間手[5]

### 授勳
- 2021：  法國榮譽軍團勳章

## 外部連結
- 選手資料[](Volleybox.net)
- 選手資料在Olympedia的个人资料和比赛数据
- 巴泰勒米·钦尼耶泽的Instagram帳戶